# Quadrangle Beethoven
El quadrangle Beethoven és un dels 15 quadrangles definits del reticulat cartogràfic adoptat de la Unió Astronòmica Internacional per Mercuri. Comprén la part de la superfície de Mercuri entre els 25° S - 25° N de latitud i entre els 72° - 144° longitud O i és identificat amb el codi H-7.
El cràter Beethoven és l'estructura geològica present al seu interior triada com a epònim pel mateix quadrangle. Aquesta denominació ha estat adoptada el 1976, després que la missió Mariner 10 disposara de les primeres imatges de la superfície de Mercuri. Abans s'anomenava quadrangle de Solitudo Lycaonis, nom de la característica d'albedo que havia estat històricament identificada en aquesta part de la superfície.
Durant els tres sobrevols planetaris de Mercuri es va obtenir un cartografia parcial de la seva superfície. Després de la missió MESSENGER es va poder completar el mapa i millorar el detall de la part ja coneguda.
La regió és caracteritzada per alguns sistemes de marques radials i per nombrosos cràters.

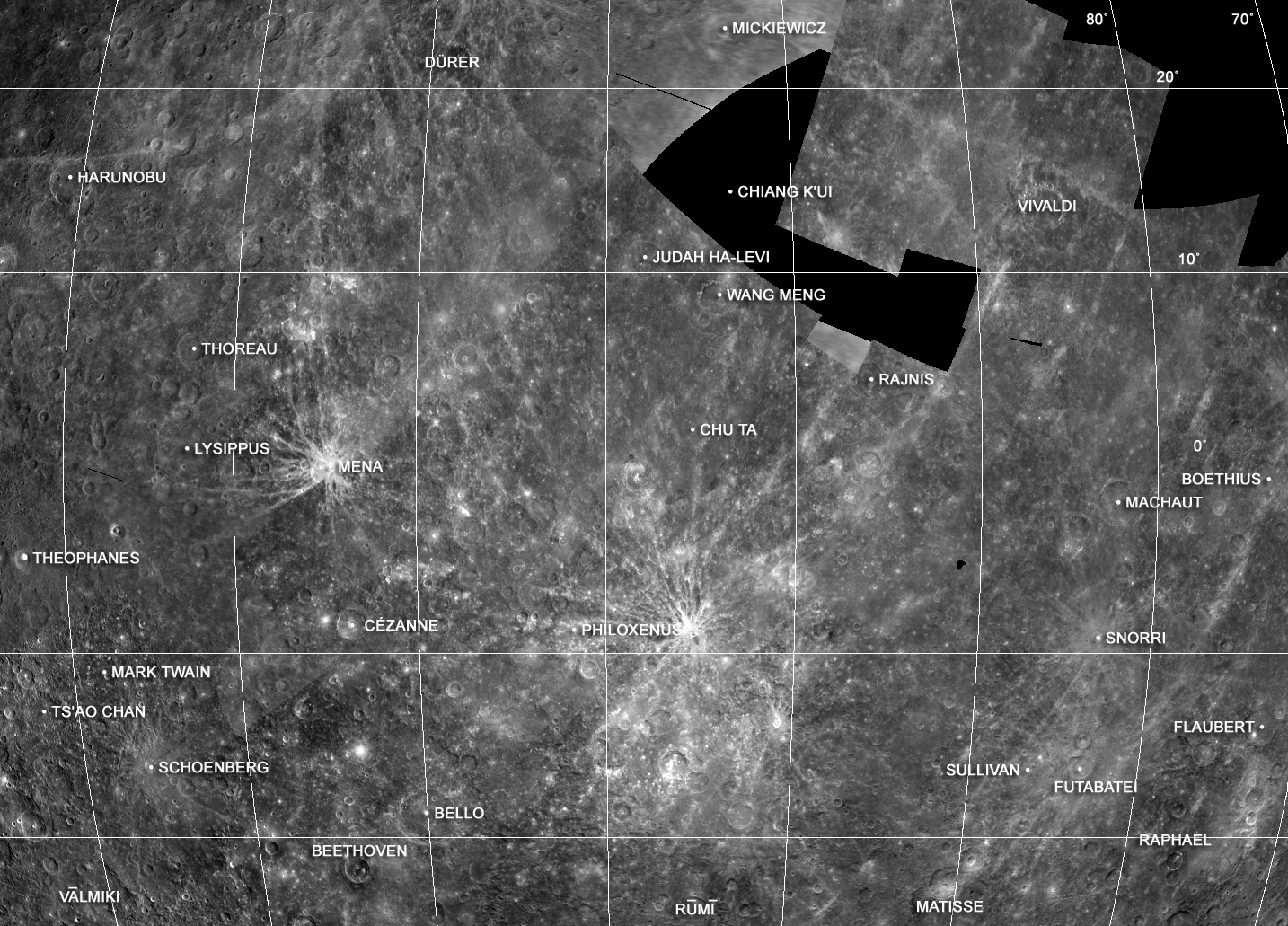
El quadrangle Beethoven en un collage d'imatges presses per la Mariner 10.